# RTV Almere
RTV Almere was de gecombineerde naam voor een Nederlandse lokale omroep in Almere. De radiotak heette Almere FM en zond uit op de frequentiemodulatie 107,8 MHz. Het televisiekanaal droeg de naam RTV Almere. 
RTV Almere had een zendmachtiging tot medio 2015, maar de uitzendingen werden reeds in september 2014 gestaakt. Het pand van RTV Almere kwam in december 2014 te huur te staan, inclusief de inboedel. In maart 2015 werd RTV Almere failliet verklaard.